# Lumpo Udd
Lumpo Udd är en udde i Åland (Finland). Den ligger i den sydöstra delen av landskapet, 18 km öster om huvudstaden Mariehamn. Lumpo Udd ligger på ön Fasta Åland.
Terrängen inåt land är platt. Havet är nära Lumpo Udd österut. Närmaste större samhälle är Jomala, 15,7 km väster om Lumpo Udd. 
Runt Lumpo Udd är det glesbefolkat, med 13 invånare per kvadratkilometer.